# Cilluf Olsson
Cilluf Olsson, känd som ”Mor Cilluf i Hög”, född 15 februari 1847 i Tryde församling, Kristianstads län, död 5 mars 1916, var en svensk konstvävare. Hon var en betydelsefull profil inom den skånska hemslöjdsrörelsen och sågs som en av de skickligaste vävarna av röllakanmattor.
Olsson undervisade i vävning och förestod länets hemslöjdsutställningar, bland annat i Paris 1900 samt i Stockholm 1897 och 1909. Hon var ledamot i styrelsen för Malmöhus läns hemslöjdsförening. Hon tilldelades ett tjugotal medaljer, förutom hederspris och diplom, vid olika utställningar.

## Biografi
Cilluf Olsson var dotter till den välbärgade bonden, kommunalnämndsordföranden och häradsdomaren Sven Nilsson och Elna Ahlgren. Hon växte upp i Ingelstads härad, ett centrum för den äldre skånska textilkonsten, och lärde sig som barn att spinna, väva och sy av sin mor. Hon gifte sig 1874 med lantbrukaren Christen Olsson från Hög. Hon fick inga barn men blev styvmor till två. 

### Vävskola
Hon blev känd som skicklig mönstervävare, och kunde 1888 öppna egen vävskola. Den sköttes i hennes egen vävstuga och hon hade som mest ett femtontal elever inackorderade. Skolan fungerade som fabrik och verkstad och levererade produkter till Skånes slott och herrgårdar, som till exempel Torups slott, till Industrilotteriet i Malmö och till Handarbetets Vänner i Stockholm.
Cilluf Olsson bevarade många gamla mönster och färger åt eftervärlden. Hon fick mönster från Gustaf Fjaestads ateljé i Värmland, och kopierade gamla vävnader från hela Skåne. Bland dem fanns vävnader i gamla skånska mönster, bonader och mattor, färgglada vävnader i röllakan, krabbasnår, dukagång, opphämta plockad på skälblad, rosengång och sniljeflossa, som blivit särskilt berömda.
År 1902 flyttade hon från Hög och öppnade en ny vävskola i Landskrona, där hon också anordnade hon en konstvävnadsutställning och sålde sina produkter i egen butik. De bosatte sig slutligen 1904 i Alfastorps gård i Tågarp.
Bland hennes kunder fanns prinsessan Ingeborg, Anders de Wahl och prins Eugen.

### Engagemang
Hon var en av grundarna till Malmöhus läns hemslöjdsförening 1905, och ingick som suppleant i styrelsen 1911–1914. Dess syfte var att bevara det textila kulturarvet och bevara äldre skånska konstvävnader i samband med industrialiseringen.

### Utmärkelser
Cilluf Olsson medverkade i både nationella och internationella utställningar, bland dem Den Nordiske Industri-, Landbrugs- og Kunstudstilling i Kjøbenhavn 1888, världsutställningen i Chicago 1893, och vid Världsutställningen 1900, där hon mottog en guldmedalj, en silvermedalj och diplom. Nationellt deltog hon i bland annat i Allmänna konst- och industriutställningen 1897 och Konstindustriutställningen 1909, Baltiska utställningen i Malmö 1914, Landskrona 1901, Helsingborg 1903 och Lund 1907.
Hon utgav 1896 Handbok i Enklare Väfnad. Hon mottog Sophie Adlersparres pris 1901 och Handarbetets Vänners medalj "för främjandet av svensk textil konstslöjd".

### Eftermäle
Många av hennes vävnader och originalmönster finns idag bevarade på en släktgård utanför Lund, Stävie Hage, samt på Nordiska museet.
Cilluf Olsson ligger begravd på Asmundstorps kyrkogård.